# Trịnh Thất
Trịnh Thất (1760-1802) là một tướng người Hoa của nhà Tây Sơn. Ông từng là một trong những tướng cướp biển hùng mạnh nhất tại vùng biển Đông vào thời Tây Sơn.

## Thân thế
Trịnh Thất người Quảng Đông nhưng là con cháu hải tặc Phúc Kiến. Tổ tiên Thất là Trịnh Kiến, bộ hạ của Trịnh Thành Công. Năm 1661, Kiến lui về Quảng Châu Loan (thuộc Quảng Đông) để sinh sống bằng nghề đánh cá. Kiến mất, các con ông đều trở thành hải tặc. Vài đời sau, thì hai cháu chắt của Kiến là Trịnh Liên Phúc và Trịnh Liên Xương đã lên ngôi đầu lĩnh hải tặc. Và Trịnh Thất chính là con thứ bảy của Trịnh Liên Phúc.

## Tham gia Tây Sơn
Vua Quang Trung thu dụng các nhóm cướp biển người Hoa giống như lính đánh thuê, ông sai các nhóm này đánh phá vùng duyên hải miền nam Trung Quốc cốt để nhà Thanh bị cuốn vào hoạt động ngoại giao và chống giặc cướp để cho ông có thời gian ổn định tình hình nước Việt. Cũng có tài liệu cho rằng việc Quang Trung sai cướp biển người Hoa đánh phá duyên hải miền nam Trung Quốc là nhằm tạo tiền đề cho chiến dịch xuất quân đánh lấy Lưỡng Quảng mà ông dự định trong tương lai.
Năm 1788, Thất hội quân với Mạc Quan Phù dẫn binh quy thuận Tây Sơn, được Nguyễn Huệ phong chức Tổng binh và phân cho dưới trướng Trần Thiêm Bảo, cả bọn lập căn cứ ở duyên hải miền Trung. Từ đó, được Nguyễn Huệ cung cấp chiến thuyền và vũ khí, cứ tháng 3-4 âm lịch hàng năm, họ lại xua quân quấy nhiễu vùng biển các tỉnh Quảng Đông, Phúc Kiến và Chiết Giang của nhà Thanh, tới tháng 9-10 nhiều giông gió thì rút về đại bản doanh neo đậu.
Năm 1795, Thất tách ra, dẫn theo hai phó tướng thân tín Huỳnh Đại Hưng và Trần Trường Phát quay về Trung Hoa, tới trấn Giang Bình (nay thuộc thành phố Đông Hưng trong Khu tự trị dân tộc Choang ở Quảng Tây) tự lập bang phái. Trấn Giang Bình hay đảo Giang Bình tức ba hòn đảo (tam đảo) nhỏ là Vạn Vĩ (Wanwei), Vu Đầu (Wutou) và Sơn Tâm (Shanxin) lúc đầu vốn là hoang đảo, ngày nay là ba thôn thuộc địa phận thị trấn Giang Bình, huyện cấp thị Đông Hưng, địa cấp thị Phòng Thành Cảng của tỉnh Quảng Tây, Trung Quốc nằm tại cực nam của Quảng Đông, cận kề với các thương cảng như Hạ Môn, Quảng Đông, giáp ranh với Việt Nam (cách cửa khẩu Móng Cái của Việt Nam chừng 25 km).
Trịnh Thất trở thành hải tặc kiêu hùng, thủ lĩnh Hồng Kỳ bang, thế lực mạnh nhất trong hải tặc Trung Hoa, chiếm cứ một vùng suốt Quảng Đông tới vịnh Bắc Bộ. Bộ hạ của Thất nhiều người thiện chiến như Ô Thạch Nhị, Trịnh Nhất, thường tấn công cả vào thành trì của Thanh triều, quan quân nhà Thanh nghe danh Hồng kỳ đều phải tránh xa.
Từ đó Trịnh Thất mở rộng quyền lực ra nhiều hướng cho đến khi, ở cực điểm quyền lực, ông có ít nhất chín nhóm khác nhau nằm dưới sự chỉ huy của ông. Sau khi thất trận tại Quy Nhơn hồi đầu năm 1801, Trịnh Thất chạy trở về Trung Hoa và cư trú tại Quảng Đông.

### Quay lại Đại Việt
Năm 1802, hay tin các chiến hữu thân thiết của mình là Mạc Quan Phù, Lương Văn Canh và Phàn Văn Tài bị bắt, Thất quyết định trở lại báo thù cho đồng bọn. Y mang theo hơn 200 chiến thuyền đến Thăng Long ra mắt Quang Toản và được phong Đại Tư Mã. Trong chuyến đi này hơn 100 thuyền hải tặc đã được bố trí tại Nhật Lệ, một hải cảng gần Đồng Hới.

### Trận Đồng Hới
Ngày 3 tháng 2 năm 1802, trong trận Đồng Hới ở cửa biển Nhật Lệ, các lực lượng của Nguyễn Ánh đã giao chiến cùng với các thuyền hải tặc. Một luồng gió đông bắc bất ngờ đã giúp cho Ánh bắt giữ được 20 chiếc thuyền hải tặc và bắt buộc số thuyền còn lại tháo chạy về Tiên Cốc.

### Chiến sự tại Hà Nội
Trận đánh cuối cùng của Trịnh Thất xảy ra tại Hà Nội, tại đây 40 chiếc thuyền của Trịnh Thất đã được tuyển dụng để phòng vệ hải cảng cho quân Tây Sơn. Các nỗ lực của họ không đủ sức để ngăn chặn bước tiến của quân Nguyễn Ánh.
Vào ngày 20 tháng 7 năm 1802, Nguyễn Ánh chiến thắng tiến vào thành phố, bắt giữ hoàng đế Tây Sơn và nhốt vào một chiếc cũi đem diễu hành trên đường phố. Tân hoàng đế đã gửi một phái bộ triều cống sang Trung Hoa bao gồm cả ba viên thủ lãnh hải tặc Mạc Quan Phù, Lương Văn Canh và Phàn Văn Tài bị bắt giữ như là một tín hiệu cho thấy hải tặc Trung Hoa sẽ không còn được tán trợ tại Việt Nam.

## Cái chết
Tháng 8 cùng năm, Gia Long được phép của Thanh triều đã truy sát tận ổ, công phá sào huyệt Giang Bình, Thất bị bắt xử trảm. Phó tướng của Thất, đồng thời cũng là em chú bác là Trịnh Nhất (con Trịnh Liên Xương) lên tiếp quản làm thủ lĩnh Hồng Kỳ bang.

### Sách và tạp chí
- Trung tâm nghiên cứu Huế (2010). Nghiên cứu Huế. Nhà xuất bản Thuận Hóa.
- 广东省地方志编纂委员会 (Ủy ban biên soạn biên niên sử địa phương tỉnh Quảng Đông) (1987). "广东史志 (Số phát hành 14)". 广东省地方志编纂委员会办公室 (Văn phòng Ủy ban biên soạn Biên niên sử địa phương tỉnh Quảng Đông). {{Chú thích tạp chí}}: Chú thích magazine cần |magazine= (trợ giúp) (bằng tiếng Trung)
- 江苏省社会科学院, 江苏省哲学社会科学联合会 (Viện Hàn lâm Khoa học Xã hội Giang Tô, Liên đoàn Triết học và Khoa học Xã hội Giang Tô) (1997). "江海学刊 (Số phát hành 4-6)". 江海学刊編輯部 (Ban biên tập Tạp chí Giang Hải). {{Chú thích tạp chí}}: Chú thích magazine cần |magazine= (trợ giúp)Quản lý CS1: nhiều tên: danh sách tác giả (liên kết) (bằng tiếng Trung)
- Viện sử học (1962). Đại nam thực lực chính biên, Tập 3. Nhà xuất bản Sử Học.